# Sini Vir
Sini Vir (Bulgaars: Сини вир) is een dorp in de Bulgaarse gemeente Kaolinovo, oblast Sjoemen. Op 31 december 2019 telde het dorp 555 inwoners. Het dorp ligt 33 km ten noorden van Sjoemen en 317 km ten noordoosten van Sofia.

## Bevolking
In 2019 telde het dorp 555 inwoners, een lichte stijging ten opzichte van 2011.
| Bevolkingsontwikkeling tussen 1934 en 2019          |
| --------------------------------------------------- |
|                                                     |
| Bron: Nationaal Statistisch Instituut van Bulgarije |

In het dorp wonen vooral etnische Turken, gevolgd door kleinere aantallen Bulgaren en Roma.
| Etnische samenstelling van de respondenten (2011) | Etnische samenstelling van de respondenten (2011) | Etnische samenstelling van de respondenten (2011) | Etnische samenstelling van de respondenten (2011) | Etnische samenstelling van de respondenten (2011) |
| ------------------------------------------------- | ------------------------------------------------- | ------------------------------------------------- | ------------------------------------------------- | ------------------------------------------------- |
|                                                   |                                                   |                                                   |                                                   |                                                   |
| Bulgaren                                          | Bulgaren                                          |                                                   | 8,2%                                              | 8,2%                                              |
| Turken                                            | Turken                                            |                                                   | 65,9%                                             | 65,9%                                             |
| Roma                                              | Roma                                              |                                                   | 4,2%                                              | 4,2%                                              |
| Anders/Onbekend                                   | Anders/Onbekend                                   |                                                   | 21,7%                                             | 21,7%                                             |

Branitsjevo · Dojrantsi · Dolina · Goesla · Kaolinovo · Kliment · Lisi Vrach · Ljatno · Naoem · Omartsjevo · Pristoe · Sini Vir · Sredkovets · Takatsj · Todor Ikonomovo · Zagoritsje